# LiMux
LiMux – projekt rady miejskiej miasta Monachium, mający na celu migrację ich systemów oprogramowania, włączając w to 14 tys. komputerów osobistych i laptopów pracowników instytucji publicznych na wolne i otwarte oprogramowanie. Podobne projekty wystartowały z różnym skutkiem w Wiedniu (Wienux), Solothurn, Amsterdam (Open.Amsterdam), i Saragossa (AZLinux).
LiMux jest także nazwą dystrybucji Linuksa używanej w projekcie. LiMux jest pierwszą bazującą na Linuksie stacją roboczą certyfikowaną do użycia w przemyśle (ISO 9241) przez TÜV IT, Technical Service, Germany. Bazował na Debianie. Wersja 3 dostępna od grudnia 2010 bazuje na Ubuntu 8.10, a wersja 4 dostępna od sierpnia 2011, na Ubuntu 10.10, chociaż używa KDE Desktop 3.5.

## Cele
Projekt migracji w Monachium trwa i nie jest przesiadką „z dnia na dzień” na wolne oprogramowanie na każdym desktopie. Głównym celem jest osiągnięcie większej niezależności od dystrybutorów oprogramowania, concerning client/server i klienckim oprogramowaniem. Decyzja z 2003 miała dwa założenia, z jednej strony dać wolne oprogramowanie działające na większości desktopów, a z drugiej zakup i rozwój sieciowych i niezależnych od platformy (np. bazujących na Javie) aplikacji biznesowych.

## Historia
Powodem migracji był koniec wsparcia dla Windows NT 4 przez Microsoft pod koniec 2003 roku, przez to nastąpiło zaniechanie potrzeby przesiadki z jednego Windows NT na drugi. W związku z tym Monachium było w trakcie badań (client study) pięciu konfiguracji administracyjnych pulpitów opartych wyłącznie o rozwiązania Microsoftu, oraz tych opartych tylko na wolnym oprogramowaniu analizując je pod kątem trzech aspektów – ekonomii, technologii oraz strategii.
- zima 2003 – Steve Ballmer, prezes Microsoftu spotkał się z burmistrzem Monachium, Christianem Ude, aby opisać rzekome wady nieuchronnej zmiany – lecz jego uwagi zostały odrzucone[9].
- 28 maja 2003 – rada miejska Monachium głosuje za śmiałym rozpoczęciem planowania[10].(Z wydania prasowego: "Do wiosny 2004 szczegółowa koncepcja implementacji i migracji będzie rozwijana. Na podstawie wyników tej oceny rada miasta zadecyduje jak migracja na Linuksa się odbędzie."[11])
- 16 czerwca 2004 – rada miejska przegłosowała 50-29 o faworyzowaniu migracji i rozpoczęciu otwartych przetargów w przeciągu miesięcy[12][13].
- 5 sierpnia 2004 – projekt tymczasowo wstrzymano, z powodu wątpliwości dotyczących patentów na oprogramowanie[14][15].
- 28 kwietnia 2005 – Debian wybrany na platformę bazową[16].
- 6 września 2005 – zadecydowano, że projekt potrzebuje dodatkowego roku testów pilotażowych, w związku z czym migracja o rok.[17]
- sierpień 2006 – wybrano maskotkę projektu, jest nią pingwin królewski GoniMux[18].
- 22 września 2006 – migracja systemowa rozpoczęta, rok przed oryginalnym planem[19].
- listopad 2008 – 1200 spośród 14000 zmigrowało na środowisko LiMux (9%; Marzec 2008: 1000=7%), w dodatku 12000 stacji roboczych używa OpenOffice.org 2 instalowanych na Windows (Marzec 2008: 6000) and more 100% use Mozilla Firefox 1.5 i Mozilla Thunderbird 1.5 (Marzec 2008: 90%). 18000 z 21000 makr, szablonów i formularzy zmodyfikowano do działania na Linuksie[20].
- 29 maja 2008 – związane oprogramowanie WollMux, rozwijane we własnym zakresie w celu wsparcia personalizowanych szablonów i formularzy w biurowym przetwarzaniu tekstu, to zdeklarowane Wolne Oprogramowanie[21].
- 31 grudnia 2009 – pierwszy krok, kompletna przesiadka na OpenOffice.org czyniąca Open Document Format standardowym formatem ukończona[22].
- czerwiec 2010 – "więcej niż 3000" stacji roboczych LiMux-workplaces. Dalsze 2000 może migrować w 2010.[23]
- luty 2011 – więcej niż 5000 stacji roboczych bazowało na LiMuksie.
- czerwiec 2011 – więcej niż 6500 stacji roboczych bazowało na LiMux.
- 17 grudnia 2011 – "9000" PC jest teraz stacjami roboczymi LiMux-workplaces. Pozostało jeszcze 500 stacji roboczych do osiągnięcia celu na 2011.[24][25]
- 28 marca 2012 – w odpowiedzi na prośbę CSU miasto zaraportowało, że właśnie zaoszczędziło około 4 milionów euro w kosztach licencyjnych, zmniejszeniu uległa również liczba telefonów do pomocy technicznej[26].
- lipiec 2012 – Około 10 500 stacji roboczych PC opartych na LiMuksie[27].
- 23 listopada 2012 – raport ukazuje, że oszczędności odniesione w trakcie używania środowiska LiMux wynoszą ponad 10 milionów euro[28].